# Melbourne Victory (Frauenfußball)
Die Melbourne Victory Women sind ein australisches Profi-Frauenfußballteam aus Melbourne, Victoria und spielen in der höchsten Frauenfußballliga des Landes, der W-League. Das Team wurde 2008 gegründet und gehört zum Melbourne Victory FC, dessen Profi-Männermannschaft in der A-League spielt.

## Geschichte

### 2008 – Gründung und erste Saison
Im Jahr 2008 gründete der australische Fußballdachverband (FFA) die Frauenfußballliga W-League. Im gleichen Jahr stellte der Melbourne Victory FC sein Frauenteam auf. Trainer des neuen Teams wurde Matt Shepard. Zudem verpflichtete der Verein die australische Nationaltorhüterin Melissa Barbieri. Am Ende der ersten Saison der neuen Liga erreichte das Team den fünften Tabellenplatz und verpasste somit knapp den Einzug in die W-League-Play-offs.

### 2009 – Zweite Saison
Die zweite Saison verlief für die Melbourne Victory Women ähnlich knapp wie die Vorsaison. Im letzten Spiel der Saison hätte ein Unentschieden gegen Perth Glory genügt, um in die Play-offs der W-League einzuziehen. Mit zwei Gegentoren in der 81. und 87. Minute verpasste das Team jedoch den vierten Tabellenplatz auf Grund der Tordifferenz gegenüber dem punktgleichen Canberra United FC.

### 2010/11 – Dritte Saison
Vor Beginn der Saison 2010/11 wechselte das Traineramt an Vicki Linton. Mit der neuen Trainerin und neuen Spielerinnen gelang dem Team als Tabellenvierter der erstmalige Einzug in die Play-offs. Im anschließenden Halbfinale gegen den Sydney FC unterlag das Team mit 5:1.

### 2011/12 – Vierte Saison
Der positive Trend der Vorsaison hielt auch im Jahr 2011/12 an. Erneut konnte das Team als Tabellenvierter in die Play-offs einziehen. Trotz einer erneuten Halbfinal-Niederlage, diesmal gegen den Canberra United FC mit einem 1:0, war es die bisher stabilste Spielzeit des Teams.

### 2012/13 – Fünfte Saison
Im Jahr 2012 verließ Trainerin Vicki Linton das Team und der Engländer Mike Mulvey wurde neuer Trainer. Mulvey verließ das Team nach zehn Spielen, um die Männermannschaft der Brisbane Roar zu übernehmen. Der Australier Fabrizio Soncin wurde als Interimstrainer eingestellt und führte das Team erfolgreich, als Dritter der Tabelle, in die Play-offs. Nach einem 1:1 n. V. gegen die Perth Glory Women gewann das Team im Elfmeterschießen mit 3:4 das Halbfinale und zog in das Grand Final ein. Im Endspiel, das in Melbourne stattfand, traf die Frauenmannschaft auf den Sydney FC. Nach einem 1:1 zur Halbzeit unterlagen die Melbourne Victory Women mit 1:3 an der Heimspielstätte, dem AAMI Park.

### 2013/14 – Sechste Saison
Nach Ende der Vorjahressaison übernahm der Engländer Dave Edmondson das Traineramt. Edmondson führte das Team, am Ende der Spielzeit, auf den dritten Tabellenplatz und in die Play-offs. Im Halbfinale gewann das Team mit 2:3 gegen die Sydney FC Women und zog in das Grand Final ein. Das Endspiel im heimischen Lakeside Stadium gewann der Melbourne Victory FC mit 2:0 gegen die Brisbane Roar Women und wurde zum ersten Mal W-League Champion.

### 2014 – Siebente Saison
Nach dem Erfolg der vorangegangenen Saison beendete David Edmondson sein Traineramt bei Melbourne Victory und wechselte in die englische Frauenfußballliga. Nachfolger wurde Joe Montemurro.